# Berechiu (okręg Arad)
Berechiu – wieś w Rumunii, w okręgu Arad, w gminie Apateu. W 2011 roku liczyła 799 mieszkańców. 